# Független Szemle (folyóirat, 1921–1923)
Független Szemle kulturális havi folyóirat, amely 1921–1923 közt jelent meg. Az első világháború, s az azt követő forradalmak után a megnyugvás és a megbékélés programjával lépett fel.

## Irányvonala, munkatársai
A lap nem volt szolidáris a forradalmakkal, de polgári demokratikus eszméket ápolt. A lapot Czakó Ambró Lajos szerkesztette, aki jeles munkatársakat tömörített maga körül, köztük Benedek Marcellt, Déry Tibort, Giesswein Sándort, Raith Tivadart, Révay Józsefet, Schmidt Józsefet, Supka Gézát, Tóth Árpádot, Turóczi-Trostler Józsefet, Vámbéry Rusztemet, Zoványi Jenőt. Filozófiai, szociológiai, irodalmi és művészeti tartalmú írásokat közöltek. A külföldön megjelent könyvekből is szemléztek. A lap irodalomkritikusa Király György, művészeti írója Hevesy Iván, színikritikusa Bánóczi László, zenekritikusa Jemnitz Sándor volt.
Az 1923. évfolyam 1. számának betiltása után még háromszor jelent meg röplap formájában: Kultúrproblémák, Március és Szabad Sajtó címmel.

## Repertórium
Független Szemle, 1921–1923 : repertórium / [szerk.] Botka Ferenc ; előszó: Szabolcsi Miklós, Vezér Erzsébet ; anyaggyűjt., előszerk., névmutató: Bali Judit ; [közread. a] Petőfi Irodalmi Múzeum. Budapest : Kossuth Könyvkiadó, 1979. 167 o.